# Radek Basta
Radek Basta (* 3. březen 1971 Čeladná) je bývalý český profesionální fotbalista.

## Hráčská kariéra
V československé lize nastoupil za Baník Ostrava a Duklu Banská Bystrica celkem ke 41 zápasům, v nichž vsítil dvě branky. V samostatné české lize si připsal 8 startů za Vítkovice.
Druhou nejvyšší soutěž hrál za Bohumín a Baník Ratíškovice. V MSFL nastupoval za Kyjov a Ratíškovice.

### Evropské poháry
V ostravském Baníku si pětkrát zahrál také Pohár UEFA (1989/90: 4 / 0, 1990/91: 1 / 0).

### Ligová bilance
| Ročník                                   | Zápasy | Góly | Minuty | Klub                  |
| ---------------------------------------- | ------ | ---- | ------ | --------------------- |
| 1. československá fotbalová liga 1988/89 | 6      | 2    | –      | Baník Ostrava         |
| 1. československá fotbalová liga 1989/90 | 21     | 0    | –      | Baník Ostrava         |
| 1. československá fotbalová liga 1990/91 | 5      | 0    | –      | Baník Ostrava         |
| 1. československá fotbalová liga 1990/91 | 9      | 0    | –      | Dukla Banská Bystrica |
| 1. česká fotbalová liga 1993/94          | 8      | 0    | –      | Kovkor Vítkovice      |
| CELKEM I. LIGA                           | 49     | 2    | –      |                       |